# Hexatoma paenulata
Hexatoma paenulata är en tvåvingeart som först beskrevs av Günther Enderlein 1912.  Hexatoma paenulata ingår i släktet Hexatoma och familjen småharkrankar. Inga underarter finns listade i Catalogue of Life.